# Ángela Vallina
Ángela Rosa Vallina de la Noval (Castrillón, 6 de julio de 1959) es una política española de Izquierda Unida, diputada y portavoz de Asturias por la izquierda en la Junta General del Principado de Asturias entre 2019 y 2023. Fue alcaldesa de Castrillón (Principado de Asturias) entre 2003 y 2004 y entre 2007 y 2014. Entre 2014 y 2019 fue eurodiputada del Grupo Confederal de la Izquierda Unitaria Europea/Izquierda Verde Nórdica. Además, es Secretaria de Política Económica y Empleo de Izquierda Unida-Izquierda Xunida.

## Biografía

### Primeros años
Ángela Vallina pasó parte de su educación primaria en el Colegio Paula Frassinetti. Estudió Puericultura e Historia en la Universidad de Oviedo. Profesionalmente, fue copropietaria de un negocio de regalos y decoración para, después, gerenciar una empresa de transporte familiar. 

### Política local
En el año 1999 entró en la lista de Izquierda Unida de Asturias (IU) en las elecciones municipales de Castrillón. Fue investida alcaldesa por vez primera en 2003, aunque una moción de censura la desalojó del gobierno en 2004.
Tras las elecciones municipales de 2007 en las que IU quedó como segunda lista, Vallina accedió a la alcaldía. En 2011, IU se convirtió en la primera fuerza política y Vallina renovó el cargo de alcaldesa, liderando un gobierno en minoría.
Durante su mandato se enfrentó a proyectos de infraestructuras de ámbito nacional por su alto impacto al patrimonio de su municipio, logrando evitar la grave afectación por una vía de alta capacidad para lo que ha resultado ser el principal yacimiento arqueológico medieval de Asturias, el Castillo de Gauzón. Un técnico ambiental de la Mancomunidad Comarca Avilés cuyo horario y el sueldo habían sido recortados alegándose una reducción de los recursos económicos de los ayuntamientos, presentó en abril de 2014 una denuncia contra Vallina por presunto acoso ante la Inspección de Trabajo y Seguridad Social. Una docena de grupos ecologistas remitieron una carta de queja al por aquel entonces coordinador de IU Cayo Lara advirtiendo el presunto acoso. Sin embargo, los tribunales terminaron por desestimar el caso al no encontrar evidencia alguna al respecto y menos relativa a la gestión de Ángela Vallina de la que, por otra parte, no dependía, ya que se trataba de un trabajador de una Mancomunidad y, por tanto, no del Ayuntamiento de Castrillón, del que ella era Alcaldesa.
Ángela Vallina ejerció de presidenta de la Comisión de los Municipios Costeros de la Federación Asturiana de Municipios, de la que también es vicepresidenta segunda. En el ámbito estatal, desempeñó la presidencia de la Comisión de Mancomunidades de la Federación Española de Municipios y Provincias (FEMP), y fue consejera del Puerto de Avilés. Además, formó parte del Consejo Asesor del ente público Radiotelevisión del Principado de Asturias (RTPA).

### Parlamento Europeo
Incluida como candidata el número 6 de la lista de la Izquierda Plural de cara a las elecciones europeas de 2014 en España, resultó elegida miembro del Parlamento Europeo. Se vio entonces obligada a renunciar a la alcaldía, siendo investida como alcaldesa Yasmina Triguero Estévez el 14 de junio de 2014. Integrada dentro del Grupo Confederal de la Izquierda Unitaria Europea/Izquierda Verde Nórdica, formó parte en el Europarlamento de la comisión de Desarrollo Regional (REGI), de la Comisión de Derechos de la Mujer (FEMM) y de la Comisión de  Peticiones (PETI); así como de la Delegación de la Unión Europa con Palestina (DPLC). La plataforma de seguimiento de europarlamentarios VoteWatch  asignó a Vallina en 2017 un porcentaje de asistencia a los plenos del 68,65 %, la menor entre los eurodiputados españoles. La realidad de esa baja asistencia se debió, en cambio, a los meses en los que la entonces Eurodiputada permaneció de baja por un accidente. De hecho, en los anteriores controles de asistencia, Ángela Vallina se situó entre los parlamentarios con mayor índice de presencia y actividad.